# 黎巴嫩锯鳐属
黎巴嫩锯鳐属（学名：Libanopristis）是硬尖犁头鳐类锯鳐的灭绝属。 该属被发现于晚白垩世黎巴嫩的海洋地层（9970至9430万年前）。它的长度为1.6米（5.2英尺）。

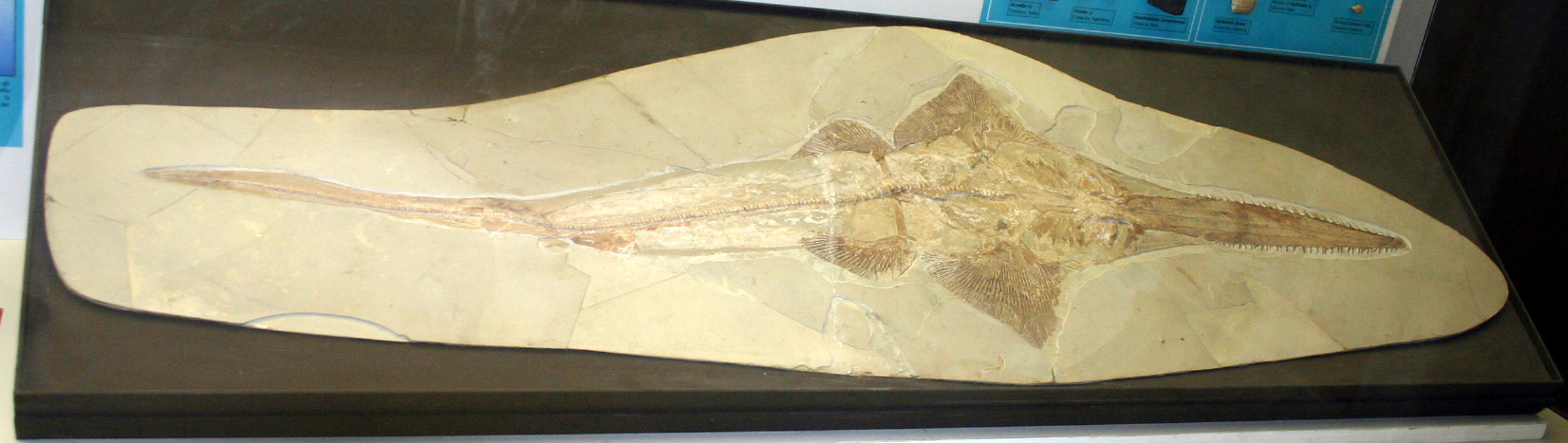
Libanopristis hiram 化石
黎巴嫩锯鳐属和其他锯鳐的牙齿的比较（黎巴嫩锯鳐属为棕色）